# میخال روچیاک

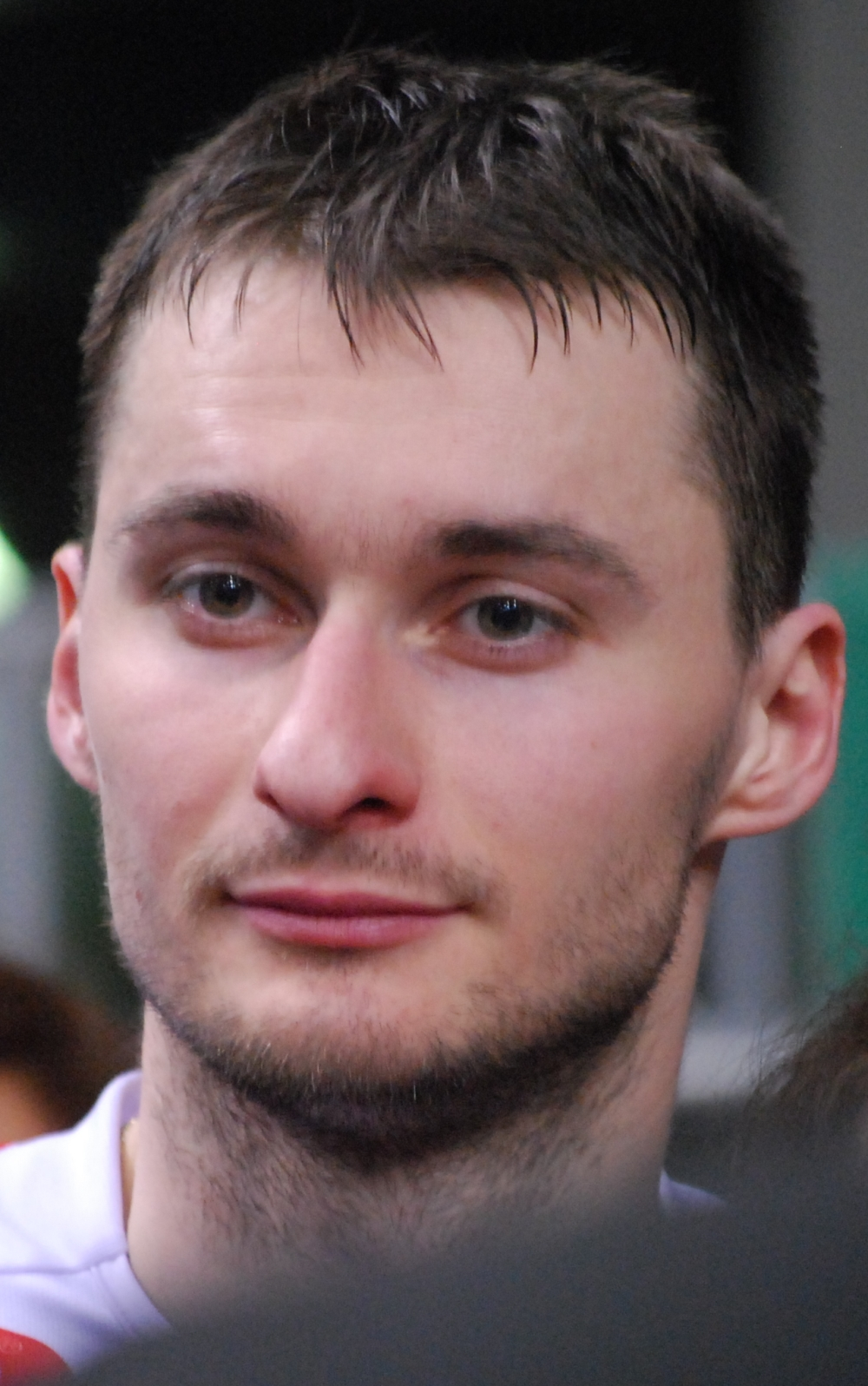
روچیاک

میخال زیگمُنت روچیاک (به لهستانی: Michał Zygmunt Ruciak) (متولد ۲۲ اوت ۱۹۸۳ در اشوینواویشچه) والیبالیست لهستانی، عضو تیم ملی والیبال لهستان است. ژیگادلو به همراه تیم ملی لهستان مدال طلا قهرمانی اروپا ۲۰۰۹ و مدال طلا لیگ جهانی ۲۰۱۲ را به دست آورده است. او از سال ۲۰۰۸ عضو تیم زاکسا کیدژیرژن است.